# Dombeya umbellata
Dombeya umbellata är en malvaväxtart som beskrevs av Antonio José Cavanilles. Dombeya umbellata ingår i släktet Dombeya och familjen malvaväxter. Inga underarter finns listade i Catalogue of Life.